# Dialy Ndiaye
Dialy Kobaly Ndiaye est un footballeur sénégalais, né le 4 juillet 1999 qui joue au Stade briochin.

## Biographie

### En club
Dialy Ndiaye est formé au Sénégal, au Cayor Foot. Après deux ans au Stade de Reims, où il ne jouera pas, en match officiel, avec l'équipe première mais avec l'équipe de National 2, il est prêté, pour la saison 2021-2022 à l'US Boulogne.

### En équipe nationale
Avec l'équipe du Sénégal des moins de 20 ans, il participe à la Coupe d'Afrique des nations junior en 2019. Lors de cette compétition, il est titulaire, et encaisse seulement un but. Le Sénégal s'incline en finale face au Mali après une séance de tirs au but.
Il est appelé pour la première fois en équipe nationale A pour affronter Madagascar, lors d'un match de qualification pour la Coupe d'Afrique des nations 2019.[réf. nécessaire]

## Palmarès

### Avec l'équipe du Sénégal
- Finaliste de la Coupe d'Afrique des nations junior en 2019 avec l'équipe du Sénégal des moins de 20 ans